# Kinsey-schaal
De Kinsey-schaal is een constructie van seksuoloog en bioloog Alfred Kinsey. Hij introduceerde de schaal als een instrument waarin seksuele reacties verdeeld zijn op een continuüm van biseksualiteit, met uitsluitend hetero- of homoseksueel als de twee uitersten. Er is ook een bijkomende graad x, die staat voor aseksualiteit. De bevindingen van Kinsey werden voor het eerst gepubliceerd in Sexual Behavior in the Human Male (1948) van Alfred Kinsey, Wardell Pomeroy en Sexual Behavior in the Human Female (1953).

## Volgens Kinsey
Bij de introductie van de Kinsey-schaal schrijft Alfred Kinsey  dat mannen geen twee aparte populaties – hetero- en homoseksueel - vertegenwoordigen, maar dat er een continuïteit is in de gradaties tussen beide. Daarom lijkt het hem wenselijk om een eigen soort classificatie te ontwikkelen, gebaseerd op "de relatieve mate van hetero- en homoseksuele ervaringen en reacties in elk levensverhaal".

## De Kinsey-schaal
| Gradatie | Beschrijving                                                 |
| -------- | ------------------------------------------------------------ |
| 0        | Uitsluitend heteroseksueel                                   |
| 1        | Overwegend heteroseksueel, alleen incidenteel homoseksueel   |
| 2        | Overwegend heteroseksueel, meer dan incidenteel homoseksueel |
| 3        | Gelijkwaardig hetero- en homoseksueel; biseksueel            |
| 4        | Overwegend homoseksueel, meer dan incidenteel heteroseksueel |
| 5        | Overwegend homoseksueel, alleen incidenteel heteroseksueel   |
| 6        | Uitsluitend homoseksueel                                     |
| X        | Aseksueel, geen libido                                       |

## Kritiek
In zijn tijd was de Kinsey-schaal een vernieuwing in zwart-witdenken, tegenwoordig zien seksuologen deze als te simplistisch. Zij gaan ervan uit dat seksuele oriëntatie en identiteit veel complexer en gevarieerder is.